# 養父市立関宮中学校
養父市立関宮中学校（やぶしりつ せきのみや ちゅうがっこう）は、兵庫県養父市にあった公立中学校。

## 沿革
- 1947年（昭和22年） - 関宮村立関宮中学校、熊次村立熊次中学校創立。
- 1956年（昭和31年） - 関宮村と熊次村が合併し関宮町になったことに伴い、それぞれ関宮町立に改称。
- 1962年（昭和37年） - 熊次中を関宮町立関宮中学校に統合。
- 2004年（平成16年）4月1日 - 養父郡4町が合併により養父市となったことに伴い養父市立関宮中学校に改称。
- 2020年（令和2年）
  - 3月31日 - 廃校
  - 4月1日 - 養父市立関宮小学校と統合し、養父市立関宮学園（義務教育学校）が開校

## 部活動
- 野球部
- 男子バスケットボール部
- 女子バスケットボール部
- 女子バレーボール部
- 吹奏楽部
- 陸上部
- 駅伝部
- スキー部

## 通学区域
養父市の内、旧関宮町地域。以下の小学校区に該当する。
- 養父市立関宮小学校